# NGC 7778
NGC 7778 (również PGC 72756 lub UGC 12827) – galaktyka eliptyczna (E), znajdująca się w gwiazdozbiorze Ryb. Odkrył ją William Herschel 12 listopada 1784 roku.